# Ніс (син Пандіона)
Ніс (грец. Νίσος) — син Пандіона (варіант: Ареса), мегарський цар.
За його іменем отримала назву головна гавань Мегар — Нісея.
За легендою на його ріс особливий, пурпуровий (за іншою версією — золотий чи фіолетовий) волос, який нібито робив його непереможним. Про цей дивовижний секрет знали лише найближчі родичі Ніса. Коли Мегари взяв в облогу Мінос, донька Ніса Скілла побачила критського володаря з муру міста, закохалася в нього і вирішила допомогти. Вночі вона підкралася до поснулого батька, зрізала з його голови пурпуровий волос. Збергігся і прозаїчніший варіант легенди, в якому йдеться не про безтямне кохання, а про банальний підкуп — критяни нібито пообіцяли Скіллі золото в обмін на зраду.
Позбавлений магічного захисту Ніс загинув у битві і був обезголовлений Міносом.
Міф про Ніса — стародавня народна казка про чарівне волосся, яке робить героя нездоланним.